# Cadia Valley Operations
In der Cadia Hill Mine und in der Ridgeway Mine, die nur drei Kilometer entfernt liegen und den gleichen Eigentümer haben, werden Erzkörper aus Kupfer und Gold abgebaut. Die Bergbaue liegt etwa 20 Kilometer südlich von Orange in New South Wales, Australien. Der Tagebau Cadia Hill Mine des Unternehmens Newcrest Mining nahm 1998 seine Produktion auf und der Untertagebau der Ridgeway Mine im April 2002.

## Geologie
Die Kupferbergwerke befinden sich in vulkanischem Gestein und Sedimenten aus dem späten Ordovizium. Bei dem Erzvorkommen liegt eine Porphyrische Kupferlagerstätte vor. Sie entstand als erzhaltiges Gestein in den Cadia-Hill-Monzonit intrudierte.
Das Gebiet enthält sechs signifikante mineralisierte Zonen, das Kupfer-Gold-Vorkommen am Cadia Hill, das Kupfer-Gold-Magnetit-Vorkommen in einem Skarn bei Big Cadia und Little Cadia, die Erzmineralisationen in Adern und Spalten bei Cadia East und Cadia Quarry und eine sogenannte Stockwork-Mineralisation bei Cadia Ridge.
Das Erzvorkommen der Cadia Hill Mine enthält 210 Millionen Tonnen Erz mit einem Anteil von 0,72 Gramm Gold und 0,18 Prozent Kupfer je Tonne.  Ende Juni 2004 waren 1,4 Millionen Unzen (44 Tonnen) Gold und 140.000 Tonnes Kupfer extrahiert worden.
Das Erz der Ridgeway Mine umfasst 41 Millionen Tonnen mit 2,4 Gramm Gold und 0,75 Prozent Kupfer je Tonne. Gewonnen wurden 3,2 Millionen Unzen Gold und 310.000 Tonnen Kupfer.

## Betreiber
Der Betreiber der Minen ist die Newcrest Mining ein Bergbaukonzern, der in Australien weitere Bergbaue betreibt, die Telfer Mine in Western Australia und die Cracow Mine in Queensland. Eine weitere Mine von Newcrest, die Gosowong Mine, befindet sich in Indonesien.
Nach der langanhaltenden Trockenheit Australiens im Jahr 2007, fragte Newcrest bei der Stadtverwaltung von Orange nach Wasserlieferung durch städtisches Wasser nach, was bewilligt wurde. Daraufhin kam es später zu einer gerichtlichen Auseinandersetzung, da Newcrest das zusätzlich gelieferte Wasser nicht bezahlte und darauf pochte, dass die Stadt die kostenfreie Lieferung in den 1990er Jahren zugesichert habe. Die Stadt entgegnete, dass der Konzern den Bergbaubetrieb erheblich bei Cadia Ost und Ridgeway ausgeweitet habe und sich damit die Geschäftsgrundlagen geändert haben.